# Argiope trifasciata
Argiope trifasciata — вид павуків-колопрядів зі всесвітньо поширеного роду Argiope. Великі, яскраво забарвлені самиці більші в декілька разів за дрібних самців. Отрута слабка, для людини безпечні. Поширені всесвітно: мешкають в Азії, Африці, на островах Тихого океану, в Північній та Центральній Америці.

## Опис
Довжина тіла дорослої самиці 14,9-23,5 мм. Черевце з легкою хвилястістю по боках. Самець дрібний — 4-5,2 мм. Передньогруди сріблясті з буруватими до темно-брунатних відмітинами. Грудна поверхня світла посередині, чорна по краях, з 4 світлими та блискучими плямами. Хеліцери з 4 зубцями на передньому краї та 3 зубцями на задньому. Перша пара ніг коричневі, інші жовтуваті, гомілки та лапки з темними кільцями. Черевце на спинній поверхні сріблясте з темними плямами та чорними перепасками в задній частині.

## Павутина
Павутина з хрестоподібним стабіліментом.

## Розповсюдження
Поширені всесвітньо. Первинний ареал охоплює Північну, Центральну та Південну Америку. Завезені до Азії (Ізраїль, Іран, Китай, Японія), Африки, Європи (Іспанія та Португалія), на острови Тихого океану, до Австралії.

### Підвиди
Виділяють 3 підвиди Argiope trifasciata:
- A. t. trifasciata (Forsskal, 1775) — номінативний підвид, поширений всесвітньо
- A. t. deserticola Simon, 1906 — відомий з Судану
- A. t. kauaiensis Simon, 1900 — Гаваї